# Pedioplanis haackei
Pedioplanis haackei là một loài thằn lằn trong họ Lacertidae. Loài này được Conradie, Branch & Tolley mô tả khoa học đầu tiên năm 2012.